# 2008 en Angola
Cet article présente les faits de l'année 2008 en Angola.

## Évènements

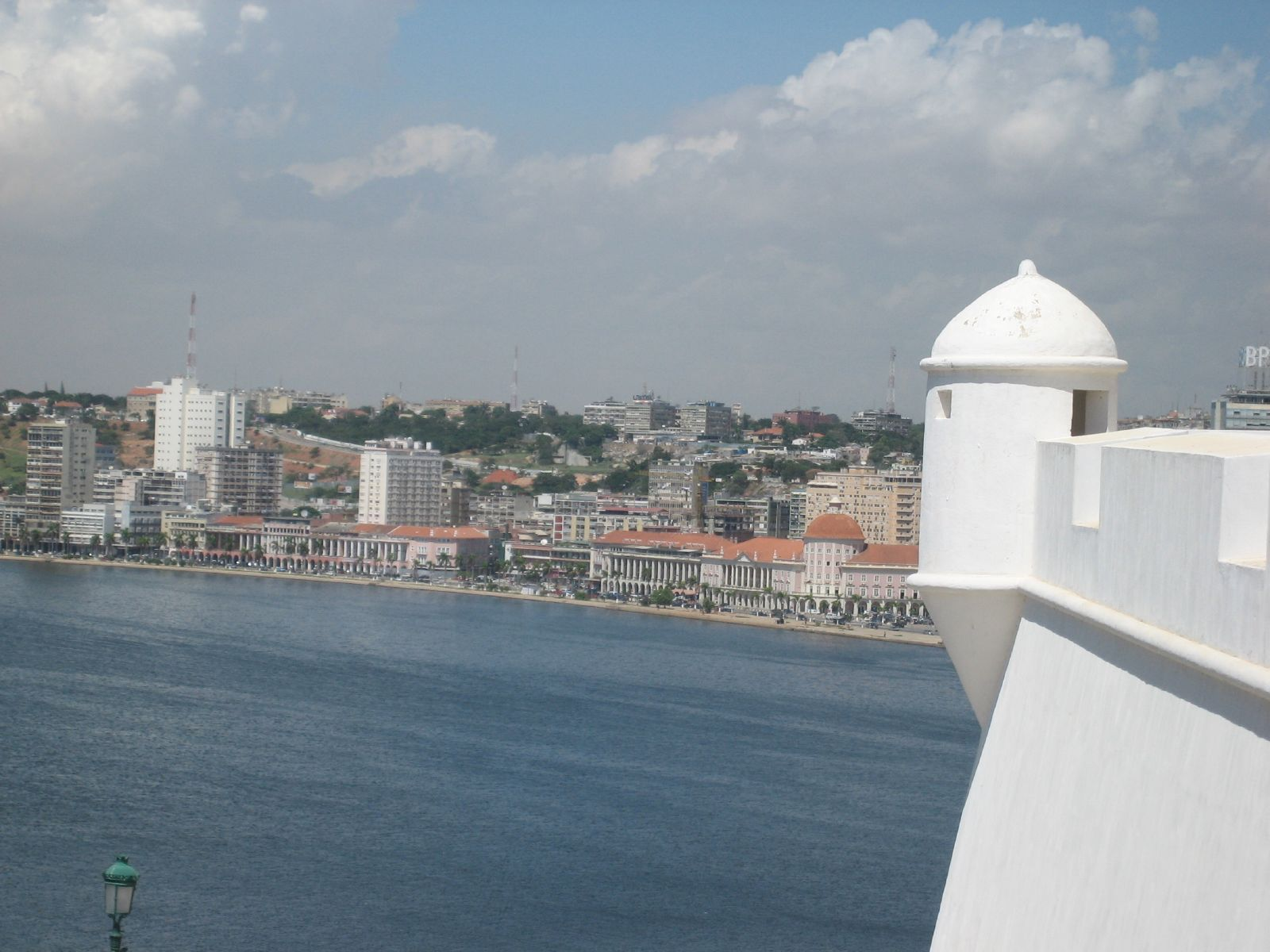
Luanda, front de mer(avril 2006)

- Vendredi 23 mai 2008 : le président français Nicolas Sarkozy est en visite officielle à Luanda. Les relations entre les deux pays ont été sérieusement marquées depuis dix ans par l'affaire du scandale d'un important trafic d'armes. En pleine guerre civile entre 1993 et 2000, l'homme d'affaires français, Pierre Falcone, aurait été le maître d'œuvre de l'importation illégale de 790 millions de dollars d'équipements militaires. L'enquête mit en lumière des possibles versements de commissions très importantes à des personnalités françaises et angolaises. Le président José Eduardo dos Santos estime que les Angolais ont été humiliés par cette affaire; en tant que président légitime il était de son droit d'acheter des armes. Les poursuites sont aujourd'hui abandonnées et l'élection d'un nouveau président français ouvre la voie à une régularisation des relations diplomatiques et à l'établissement de relations « décomplexées » et d'un « partenariat d'égal à égal », d'autant que le pays est le deuxième producteur de pétrole d'Afrique et aurait dans le sud des gisements d'uranium.